# Julian Kristoffersen
Julian Kristoffersen (Horten, Noruega; 10 de mayo de 1997) es un futbolista noruego. Juega de delantero en el Calcio Lecco 1912 de la Serie C.

## Trayectoria
Kristoffersen comenzó su carrera en las inferiores del FK Ørn-Horten, y en 2013 entró a la academia del FC Copenhague; el delantero debutó en el primer equipo del club danés el 20 de marzo de 2016 en la derrota por 2-0 ante el Nordsjælland.
En agosto de 2017, fichó con el Djurgården de Suecia. En junio de 2018, regresó a Dinamarca y se unió al Hobro IK.
El 8 de marzo de 2020, el jugador fichó con el Jeonnam Dragons surcoreano.
El 2 de febrero de 2021, firmó contrato con la Salernitana de la Serie A de Italia.

## Selección nacional
Fue internacional juvenil por Noruega.

## Estadísticas
Actualizado al último partido disputado el 14 de agosto de 2022
| Club                          | Div.          | Temporada     | Liga  | Liga  | Copas nacionales | Copas nacionales | Copas internacionales | Copas internacionales | Total | Total |
| Club                          | Div.          | Temporada     | Part. | Goles | Part.            | Goles            | Part.                 | Goles                 | Part. | Goles |
| ----------------------------- | ------------- | ------------- | ----- | ----- | ---------------- | ---------------- | --------------------- | --------------------- | ----- | ----- |
| FC Copenhagen Dinamarca       | 1.ª           | 2015-16       | 2     | 0     | 0                | 0                | 0                     | 0                     | 2     | 0     |
| FC Copenhagen Dinamarca       | 1.ª           | 2016-17       | 0     | 0     | 1                | 1                | —                     | —                     | 1     | 1     |
| FC Copenhagen Dinamarca       | Total club    | Total club    | 2     | 0     | 1                | 1                | 0                     | 0                     | 3     | 1     |
| Djurgården · Suecia           | 1.ª           | 2017          | 3     | 0     | 1                | 1                | —                     | —                     | 4     | 1     |
| Djurgården · Suecia           | 1.ª           | 2018          | 0     | 0     | 0                | 0                | —                     | —                     | 0     | 0     |
| Djurgården · Suecia           | Total club    | Total club    | 3     | 0     | 1                | 1                | 0                     | 0                     | 4     | 1     |
| Hobro IK Dinamarca            | 1.ª           | 2018-19       | 23    | 4     | 0                | 0                | —                     | —                     | 23    | 4     |
| Hobro IK Dinamarca            | 1.ª           | 2019-20       | 21    | 2     | 0                | 0                | —                     | —                     | 21    | 2     |
| Hobro IK Dinamarca            | Total club    | Total club    | 44    | 6     | 0                | 0                | 0                     | 0                     | 44    | 6     |
| Jeonnam Dragons Corea del Sur | 2.ª           | 2020          | 24    | 5     | 1                | 0                | —                     | —                     | 25    | 5     |
| Jeonnam Dragons Corea del Sur | Total club    | Total club    | 24    | 5     | 1                | 0                | 0                     | 0                     | 25    | 5     |
| Salernitana · Italia          | 2.ª           | 2020-21       | 6     | 0     | 0                | 0                | —                     | —                     | 6     | 0     |
| Salernitana · Italia          | 1.ª           | 2021-22       | 1     | 0     | 1                | 0                | —                     | —                     | 2     | 0     |
| Salernitana · Italia          | 1.ª           | 2022-23       | 1     | 0     | 0                | 0                | —                     | —                     | 1     | 0     |
| Salernitana · Italia          | Total club    | Total club    | 8     | 0     | 1                | 0                | 0                     | 0                     | 9     | 0     |
| Cosenza · Italia              | 2.ª           | 2021-22       | 5     | 0     | 0                | 0                | —                     | —                     | 5     | 0     |
| Cosenza · Italia              | Total club    | Total club    | 5     | 0     | 0                | 0                | 0                     | 0                     | 5     | 0     |
| Total carrera                 | Total carrera | Total carrera | 86    | 11    | 4                | 1                | 0                     | 0                     | 90    | 12    |

## Palmarés

### Títulos nacionales
| Título                 | Club          | País      | Año     |
| ---------------------- | ------------- | --------- | ------- |
| Superliga de Dinamarca | FC Copenhague | Dinamarca | 2015-16 |
| Copa de Dinamarca      | FC Copenhague | Dinamarca | 2016-17 |